# Vincenzo Brenna (architetto)

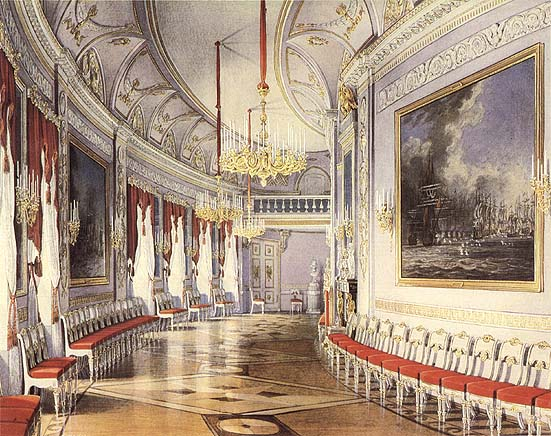
Interno del Palazzo di Gatchina nel 1877

Vincenzo Brenna (Roma, 20 agosto 1741 – Dresda, 17 maggio 1820) è stato un architetto e pittore svizzero-italiano.

## Biografia
Visitò Roma e Varsavia, e poi fu attivo soprattutto nell'Impero russo, a partire dal 1783 a San Pietroburgo, dove ampliò la reggia di Pavlovsk e il castello Michajlovskij, con Vasilij Ivanovič Baženov. Proseguì la costruzione della Cattedrale di Sant'Isacco, iniziata da Antonio Rinaldi.

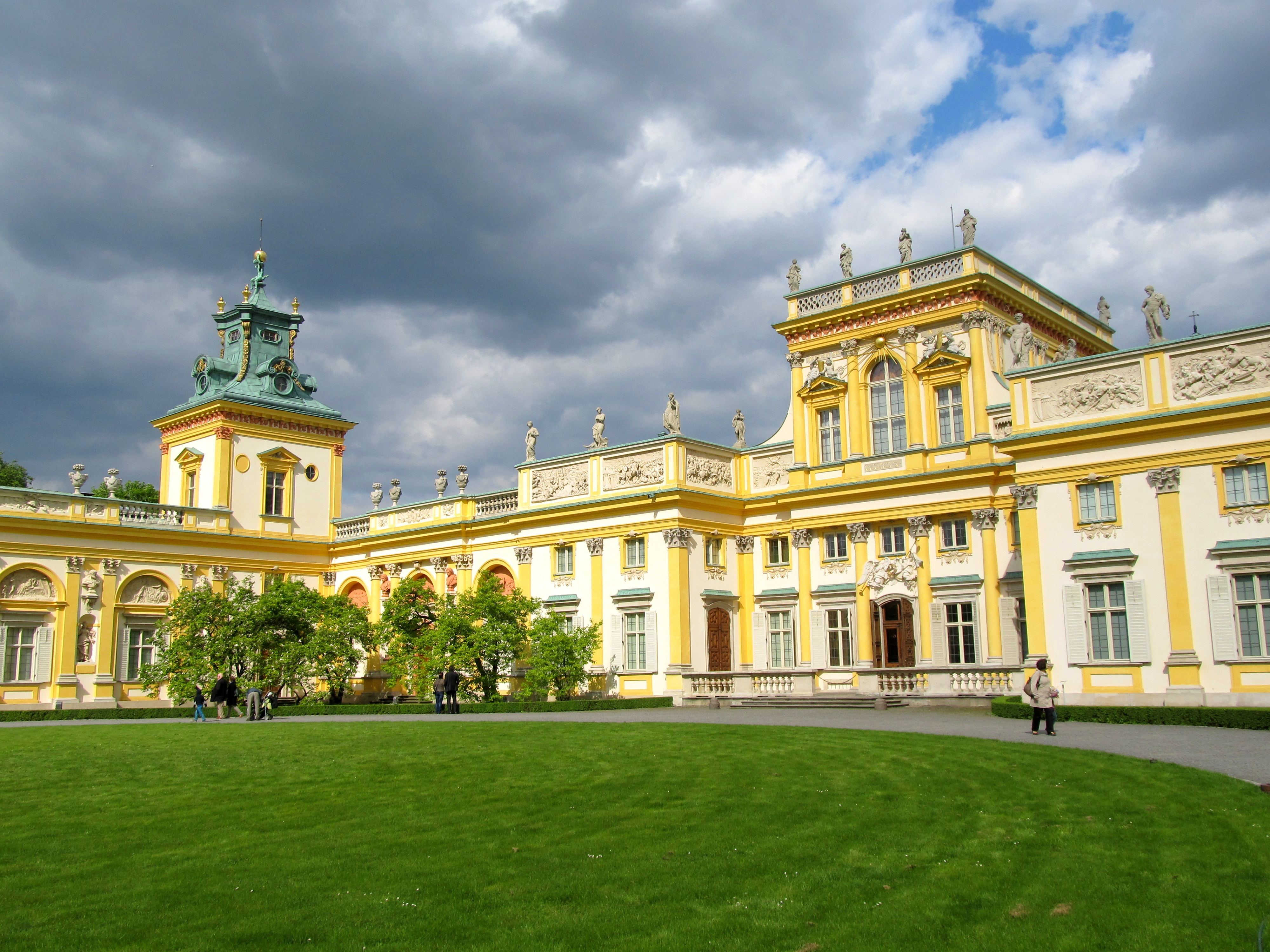
Facciata del palazzo di Wilanów

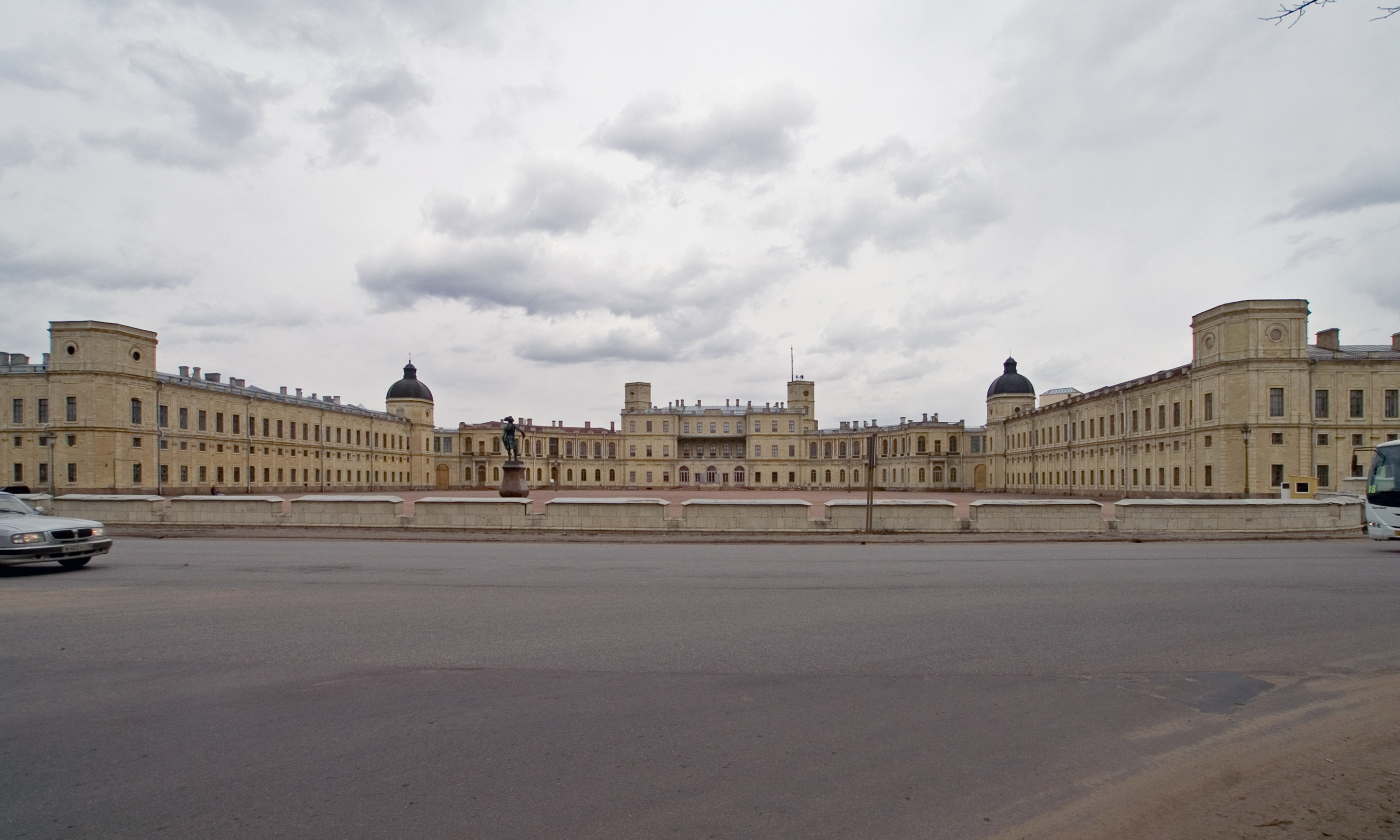
Reggia di Gatchina

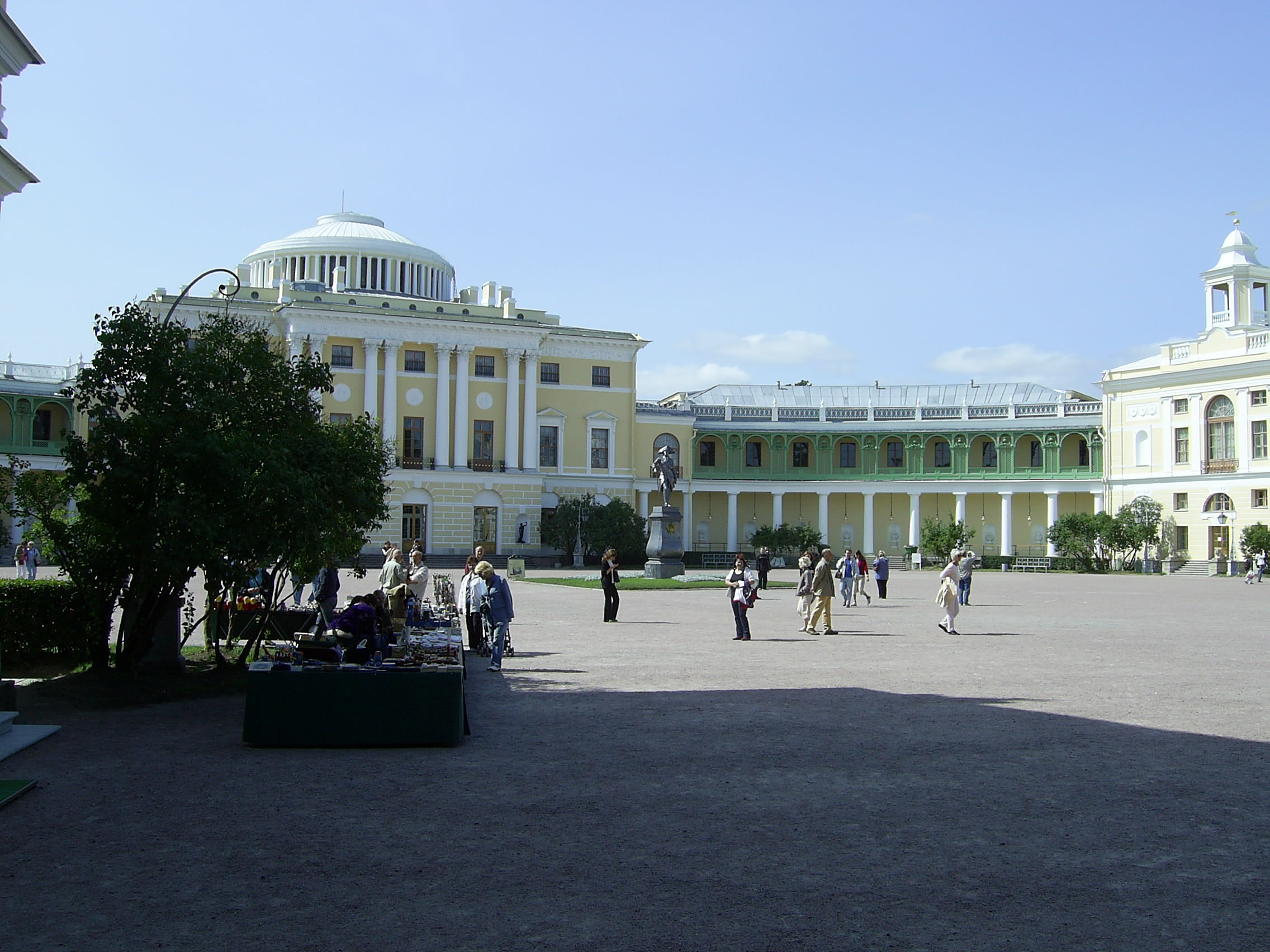
Facciata del Palazzo, con la statua a Paolo I

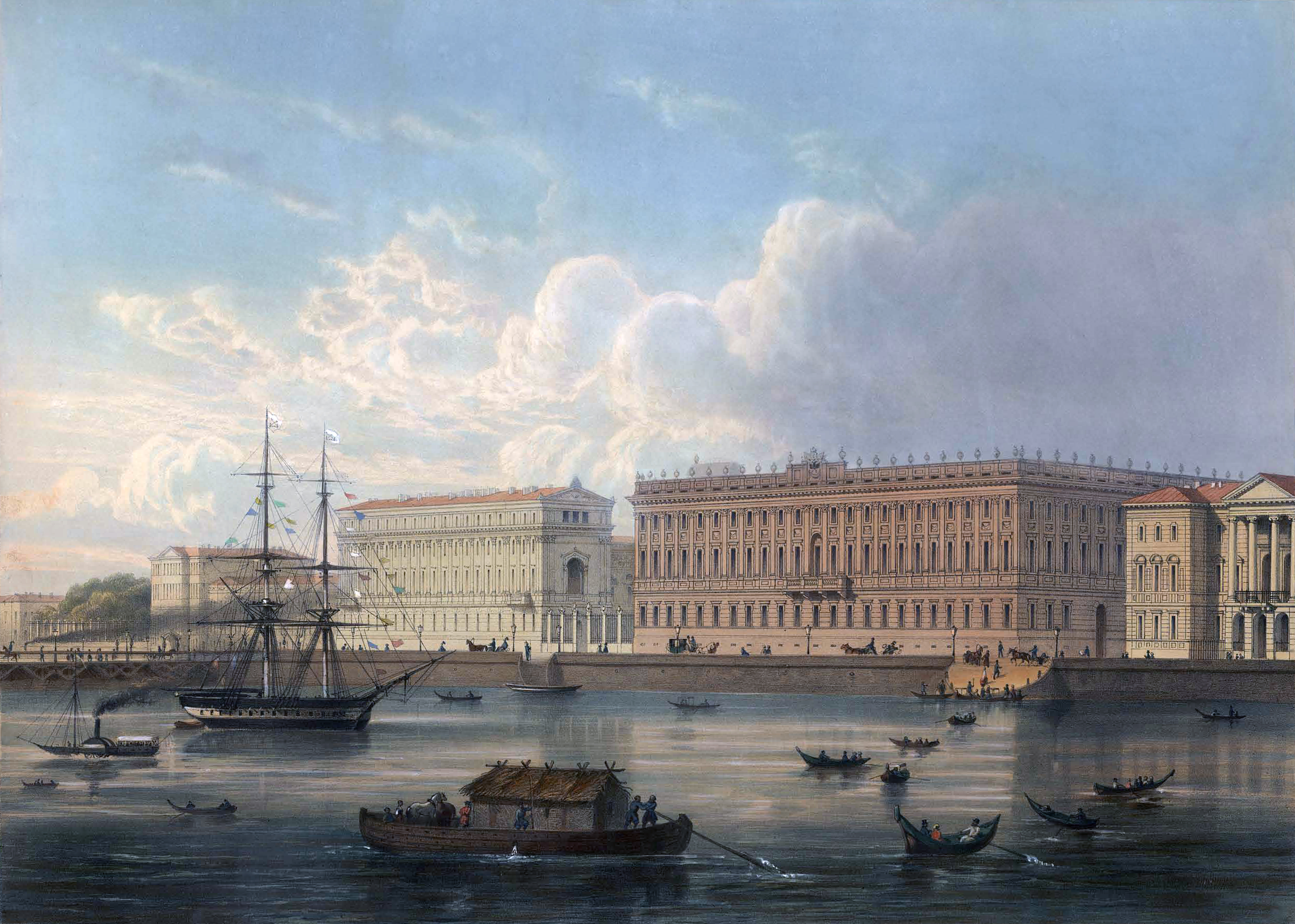
Veduta del XIX secolo del Palazzo di Marmo (a destra)

## Bibliografia

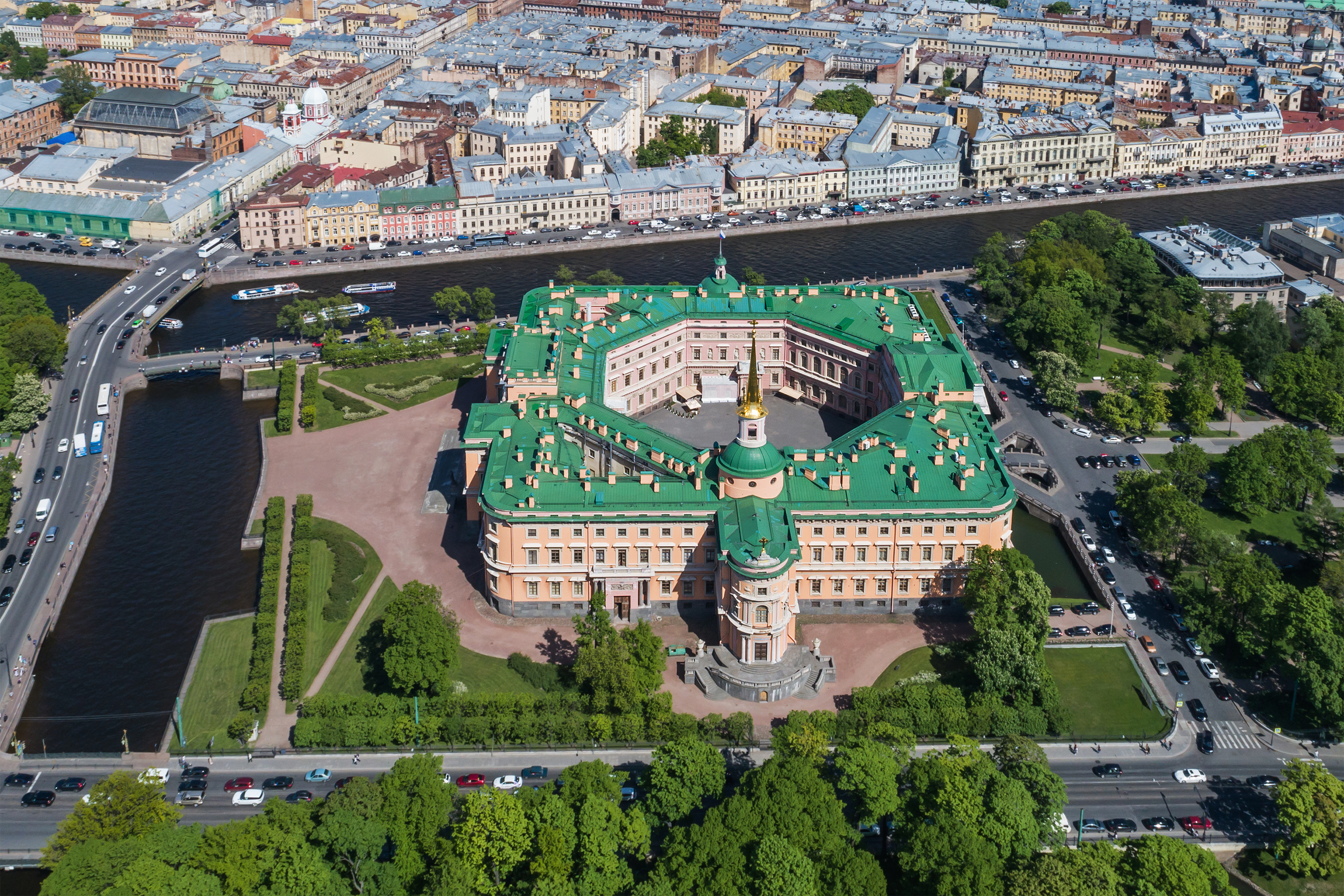
Il castello Michajlovskij